# Nowy Wir-Kolonia
Nowy Wir-Kolonia (Wir-Kolonia) – kolonia w Polsce, położona w województwie mazowieckim, w powiecie przysuskim, w gminie Potworów. 
| SIMC    | Nazwa              | Rodzaj    |
| ------- | ------------------ | --------- |
| 0632616 | Pod Wirowską Drogą | część wsi |

Miejscowość wchodzi w skład sołectwa Wir.
W latach 1975–1998 miejscowość administracyjnie należała do województwa radomskiego.